# 第六大川橋梁 (会津鉄道会津線)
第六大川橋梁（だいろくおおかわきょうりょう）は、福島県南会津郡下郷町の阿賀川（大川）に架かる会津鉄道会津線の鉄道橋である。

## 概要
国鉄会津線（現・会津鉄道会津線）の湯野上駅（現湯野上温泉駅） - 会津田島駅間の延伸工事に伴って1934年（昭和9年）に完成した。楢原駅（現会津下郷駅） - ふるさと公園駅間の阿賀川（大川）に架かる橋梁である。会津線の阿賀川（大川）に架かる橋梁では最後の鉄道橋となる。
国道121号に沿って走っていた会津線は、本橋梁にて阿賀川（大川）を渡った後に、「塔のへつり裏街道」と呼ばれる福島県道347号高陦田島線に沿って、会津田島駅へと繋がる。

## 構造
単線上路プレートガーダー4連の形式である。

## 周辺
- 国道121号
- 国道289号（国道121号と共用）
- 福島県道347号高陦田島線
- 大川ふるさと公園
- 旭ダム